# グッドラックLOVE (映画)
『グッドラックLOVE』（グッドラックラブ）は、1981年に公開された、東宝（株式会社東宝映画）の製作の映画である。監督は河崎義祐。田原俊彦主演第一回作品でたのきんスーパーヒットシリーズ第3弾。

## キャスト
- 中村亮二：田原俊彦
- 北野徹：近藤真彦
- 松宮健太郎：野村義男
- 北野順子：真野響子
- 中村英一：寺泉哲章
- 中村真由美：松尾嘉代
- ヘンリー木村：高橋幸治
- 松宮久平：柳家小さん
- 松宮健吉：桜井センリ
- 竹田宏子：藤枝亜弥
- 大和田：藤田進
- 店主（古道具屋）：立原博
- ミュージカル団員：ヒューマン・ラブ・スニーカー

## スタッフ
- 製作：田中友幸、ジャニー喜多川
- 脚本：田波靖男、安斉あゆ子
- 音楽：大谷和夫
- 撮影：上田正治
- 美術：樋口幸男
- 録音：宮内一男
- 照明：小島正七
- 編集：黒岩義民
- チーフ助監督：橋本幸治
- 製作担当者：徳増俊郎
- 台詞監修：藤公之介
- スチール：橋山直己
- プロデューサー：田中壽一、小倉斉
- 監督：河崎義祐

## 劇中歌
| 使用場所      | 曲名                     | 作詞     | 作曲       | 編曲     | 唄             |                            |
| ------------- | ------------------------ | -------- | ---------- | -------- | -------------- | -------------------------- |
| 主題歌 挿入歌 | グッドラックLOVE         | 小林和子 | 小田裕一郎 | 大谷和夫 | 田原俊彦       | スクリーン・バージョンあり |
| 挿入歌        | 光るレディ               | 小林和子 | 小田裕一郎 | 大谷和夫 | 田原俊彦       |                            |
| 挿入歌        | チャイナタウンで朝食を   | 宮下智   | 宮下智     | 船山基紀 | 野村義男       |                            |
| 挿入歌        | 星空のサウザンド・ナイツ | 宮下智   | 宮下智     | 船山基紀 | 田原俊彦       |                            |
| 挿入歌        | 初恋                     | 宮下智   | 佐藤健     | 船山基紀 | 田原俊彦       |                            |
| 挿入歌        | ときめきはテレパシー     | 宮下智   | 小田裕一郎 | 船山基紀 | たのきんトリオ |                            |
| 挿入歌        | カタリナが恋人           | 小林和子 | 小田裕一郎 | 大谷和夫 | 近藤真彦       |                            |
| 挿入歌        | 悲しみのレクイエム       | （なし） | 大谷和夫   | 大谷和夫 |                |                            |

※サウンド・トラック
- 「グッドラックLOVE　サウンド・トラック」（1981年11月29日）

発売元：キャニオンレコード

## 同時上映
『すっかり…その気で!』
- 監督：小谷承靖。主演：烏丸せつこ、ビートたけし。

## 封切り
公開初日には千代田劇場・日比谷みゆき座・有楽座・日比谷映画劇場・スカラ座・東京宝塚劇場の6館で各館1回ずつの短いショーを行った。有料入場者数は1万5000人だったが、なお映画館前の路上には『スニーカーぶる～す』の時より集まった半数のファンが入れず残った。たのきんの3人は映画館の屋上から屋上へ移動したり、替え玉も使って道路を横断した。